# ライフプランニング学科
ライフプランニング学科（ライフプランニングがっか）は、ライフプランニングなどの教育研究を目的とした大学の学科の一つである。家政学系学部の家政学科が名称変更したものが多い。

## ライフプランニング学科をもつ日本の大学
- 大阪樟蔭女子大学学芸学部

## その他
- 香蘭女子短期大学には、ライフプランニング総合学科がある。
- 尚美学園大学・総合政策学部には、ライフマネジメント学科がある。名古屋産業大学には、環境情報ビジネス学部・人間環境マネジメント学科がある。
- 宇都宮共和大学には、シティライフ学部シティライフ学科がある。